# Ferrovia dei templi
La ferrovia dei templi è una breve tratta ferroviaria a scartamento normale della Sicilia che collega la stazione di Agrigento Bassa (Agrigento) a quella di Porto Empedocle Succursale attraverso il Parco archeologico della Valle dei Templi. In passato era a doppio scartamento in comune con la ferrovia a scartamento ridotto Castelvetrano-Porto Empedocle, chiusa tra Porto Empedocle e Ribera nel 1978. Dal 2014 è stata oggetto di un intervento di riqualificazione da parte di Fondazione FS Italiane; in seguito alla Legge 128 del 2017 è divenuta una Ferrovia turistica gestita da Rete Ferroviaria Italiana.

## Storia
La linea costituiva l'ultimo ramo della Palermo-Girgenti-Porto Empedocle, completamente attivata dalla Società Italiana per le Strade Ferrate Meridionali nel 1876, che originariamente terminava a Porto Empedocle. Nel 1885 la linea passò alla gestione della Società per le Strade Ferrate della Sicilia, mentre nel 1906 la linea fu riscattata dalla neonata amministrazione autonoma delle Ferrovie dello Stato.
Nel 1933 venne aperto il tratto urbano che collega, attraverso la galleria San Gerlando, la stazione di Agrigento Bassa con la nuova stazione di Agrigento Centrale, che divenne il nuovo capolinea. Il tratto Agrigento Bassa-Porto Empedocle rimase come diramazione di interesse locale, utile per proseguire sulla linea a scartamento ridotto per Castelvetrano, attiva dal 1923.
Nel 1951 venne interposta una terza rotaia nel tratto tra Agrigento Bassa e Porto Empedocle Centrale, per consentire ai treni a scartamento ridotto provenienti da Castelvetrano di poter raggiungere direttamente la stazione di Agrigento Centrale senza effettuare il trasbordo, diventando così l'ultimo ramo della Castelvetrano-Porto Empedocle; tale rotaia venne poi asportata nel 1976 quando si decise di declassare la Agrigento-Porto Empedocle a raccordo.
Nel 1985 le Ferrovie dello Stato elettrificarono la linea Palermo-Agrigento fino a Porto Empedocle Centrale, escludendo il tratto terminale di 800 metri fino alla stazione di Porto Empedocle Succursale. Dal 1994 l'area ferroviaria rimase impresenziata, e la linea venne abbandonata.

### XXI secolo
Nel 2001 venne attivato in via sperimentale, con regime a spola, un servizio viaggiatori urbano, solo festivo, con fermata al Tempio di Vulcano, ed organizzati sporadici treni straordinari in varie occasioni con il treno storico organizzato dall'Associazione TRENO D.O.C., in occasione delle giornate conclusive della Sagra del mandorlo in fiore, ed il Treno dei Templi per la visita del giardino della Kolymbetra, gestito dal FAI, e del Parco Archeologico e Paesaggistico della Valle dei Templi. Dal giugno del 2010, parte dell'area ferroviaria dell'ottocentesca stazione di Porto Empedocle Centrale, tutelata dalla Soprintendenza ai Beni Culturali di Agrigento, è gestita, in regime di convenzione con Fondazione FS Italiane e Rete Ferroviaria Italiana, dall'associazione Ferrovie Kaos che ha proceduto alla riqualificazione della stessa, curandone il decoro, il mantenimento e la pubblica fruizione, e provvede all'organizzazione di numerosi eventi ferroviari. L'associazione ha organizzato alcuni convogli straordinari denominati Akragas Express che hanno fatto registrare migliaia di presenze. Dopo alcuni mesi di chiusura la linea ha riaperto definitivamente dall’8 giugno del 2014 per solo servizio turistico a cura di Fondazione FS ed ufficialmente inserita all'interno del progetto denominato "Binari senza tempo". Nel marzo del 2016, è stata ufficialmente riattivata, dopo 38 anni, la stazione di Porto Empedocle Succursale, nel cuore della città. All'inizio del 2018, la linea è stata interamente elettrificata fino al capolinea; un progetto prevede la trasformazione della tratta compresa tra la stazione di Agrigento Bassa e la Stazione di Porto Empedocle Succursale in funzione di metropolitana di superficie. La linea, pur soggetta a regolare ed onerosa manutenzione da parte di RFI, viene tuttavia esercitata in maniera saltuaria, e solo per treni storici organizzati in particolar modo dal FAI, nonostante le richieste degli amministratori locali di avviare linee pendolari quotidiane tra Porto Empedocle e Agrigento.

## Caratteristiche
| Continuation backward |

|  | Unknown route-map component "eABZg+l" | Unknown route-map component "exCONTfq" |

| Station on track |

|  | Unknown route-map component "KRW+l" | Unknown route-map component "KRWgr" |  |  |

|  | One way leftward | Unknown route-map component "KRZu" | Unknown route-map component "KBHFeq" |  |

| Enter and exit short tunnel |

| Unknown route-map component "SKRZ-G2BUE" |

| Unknown route-map component "SKRZ-G2BUE" |

| Enter and exit tunnel |

| Unknown route-map component "SKRZ-G2u" |

| Unknown route-map component "hbKRZWae" |

| Enter and exit short tunnel |

| Stop on track |

| Unknown route-map component "hKRZWae" |

| Enter and exit tunnel |

| Unknown route-map component "HSTeBHF" |

|  |  | Unknown route-map component "eABZg+l" | Unknown route-map component "exKBHFeq" |  |

| Unknown route-map component "exBHF+KHSTe" |

| Unknown route-map component "exCONTf" |

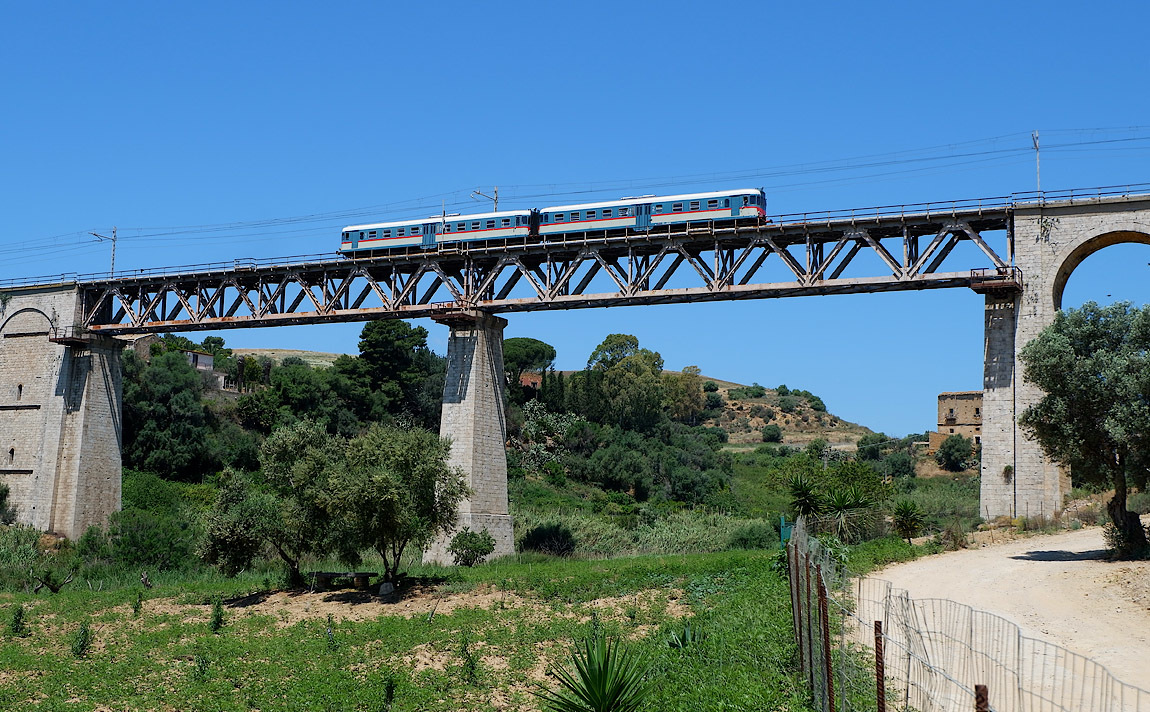
Coppia di automotrici ALn 668 in transito sul viadotto Sant'Anna

La linea è una ferrovia a binario semplice, elettrificata per tutta la sua estensione. La lunghezza complessiva del tracciato è di 10 km dalla stazione di Agrigento Bassa alla località di regresso, Porto Empedocle Succursale.
Lungo il tracciato sono presenti quattro tra fermate e stazioni: la stazione di Agrigento Bassa, la fermata di Tempio di Vulcano, la stazione di Porto Empedocle Centrale e la stazione di Porto Empedocle Succursale.
La stazione di Porto Empedocle Centrale, parco ferroviario ottocentesco tutelato dalla Regione Sicilia, conserva ancora il fascio binari originario e all'occorrenza è utilizzata per eventuali manovre.
Nei suoi 10 km, la ferrovia dei Templi presenta quattro gallerie, la più lunga delle quali con i suoi 476 m è la galleria Kaos, che passa proprio sotto la casa e la tomba di Pirandello, e due viadotti, entrambi in pietra e ferro:
- viadotto Akragas, con tre arcate laterali in pietra e due travate centrali in ferro;
- viadotto Sant’Anna, con cinque arcate laterali in pietra e due travate centrali in ferro.

### Percorso

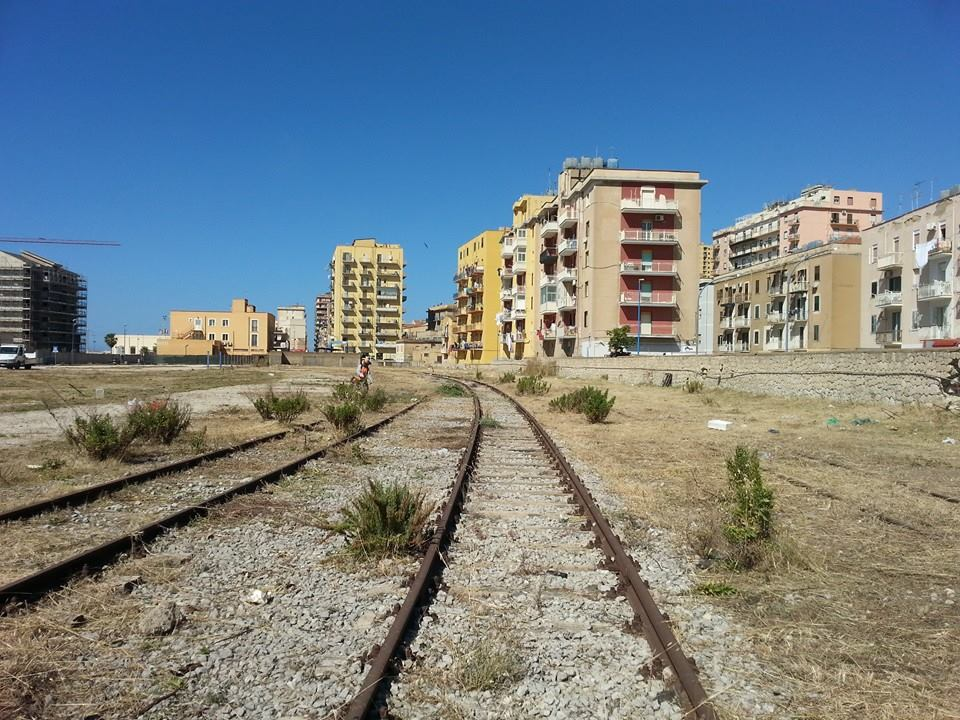
La stazione di Porto Empedocle Succursale con il fabbricato viaggiatori sullo sfondo

Dopo aver abbandonato la stazione di Agrigento Bassa, la linea sottopassa la linea per Agrigento Centrale e dopo avere attraversato in galleria il quartiere periferico di Quadrivio Spinasanta e superato due passaggi a livello protetti da barriere, discende a valle sottopassando il colle di San Gerlando attraverso la galleria Mulino a Vento.
Da qui in poi il panorama diventa assai suggestivo: dopo aver sottopassato il viadotto Akragas della Statale 115 la linea attraversa un vallone laterale del fiume San Leone con un primo viadotto in parte in pietra e in parte in ferro dal quale è possibile ammirare la Valle dei Templi e, dal lato opposto, l'abitato di Agrigento.
Attraversata una terza breve galleria sotto il Monte Cappello, alla sinistra si guadagna una splendida visione sulla Valle dei Templi ed il Giardino della Kolymbetra, e pochi metri dopo, è ubicata la fermata di Tempio di Vulcano di fronte le rovine dell'omonimo tempio greco, punto d'accesso all'itinerario turistico monumentale.
Subito dopo si attraversa il maestoso viadotto Sant'Anna, che scavalca uno dei rami del fiume San Leone e separa l'area archeologica dalla contrada di Villaseta: qui la ferrovia si sviluppa in un rettilineo fino alla galleria del kaos sottopassando la casa natale di Luigi Pirandello, all'uscita della quale si guadagna una splendida vista sul mar d'Africa.
Segue una ripida discesa del 30‰ fino alla stazione di Porto Empedocle Centrale.
La ferrovia prosegue per altri 800 metri, fino alla stazione di Porto Empedocle Succursale, penetrando nel cuore della cittadina marinara, nei pressi della zona portuale.

## Traffico
Il servizio viaggiatori ordinario risulta sospeso dal febbraio del 1976. La tratta è unicamente percorsa dai treni storici al servizio dei turisti, organizzati dalla Fondazione FS e dall'associazione "Ferrovie Kaos", con l'istituzione, in collaborazione con Trenitalia e con la Regione Siciliana, di speciali convogli, nei mesi estivi e durante la sagra del mandorlo in fiore, che ha sede ogni anno nel capoluogo. La cadenza dei convogli, nei mesi primaverili ed estivi è anche trisettimanale.
Per quanto riguarda i treni storici organizzati dal FAI, dopo che il treno ha raggiunto la fermata di Tempio di Vulcano, ubicata nel cuore della Valle dei Templi e recentemente riqualificata da Rete Ferroviaria Italiana, i viaggiatori hanno l’opportunità di scendere e trascorrere una giornata all'interno del Giardino della Kolymbetra accompagnati dalle guide del FAI e inoltre, in tutte le prime domeniche del mese, possono accedere gratuitamente al Parco archeologico della Valle dei Templi. Per coloro che decidono proseguire il viaggio fino a Porto Empedocle possono raggiungere in treno l’ottocentesca stazione di Porto Empedocle Centrale, dove è possibile visitare il Parco Ferroviario, che nel 2014 è stato vincolato dalla Soprintendenza ai Beni Culturali di Agrigento, per le numerose testimonianze di archeologia industriale ancora presenti e perfettamente conservate, per poi proseguire il tour alla scoperta di Porto Empedocle con le guide della locale sezione dell’Archeoclub, che propongono tre percorsi di visita, tra il centro storico della letteraria "Vigata", il Lido Marinella e la scogliera della Scala dei Turchi.

## Materiale rotabile
In passato hanno prestato servizio quasi tutti i rotabili utilizzati in Sicilia, sia a scartamento ridotto che ordinario. Dal 2016 il servizio turistico è espletato da treni storici composti da carrozze Centoporte a trazione diesel, oppure da automotrici termiche ALn 668 in livrea originale. Dopo l'elettrificazione fino a Porto Empedocle Succursale usate anche locomotive elettriche ed occasionalmente è stato anche utilizzato materiale ordinario della DTR di Trenitalia.

## Galleria d'immagini

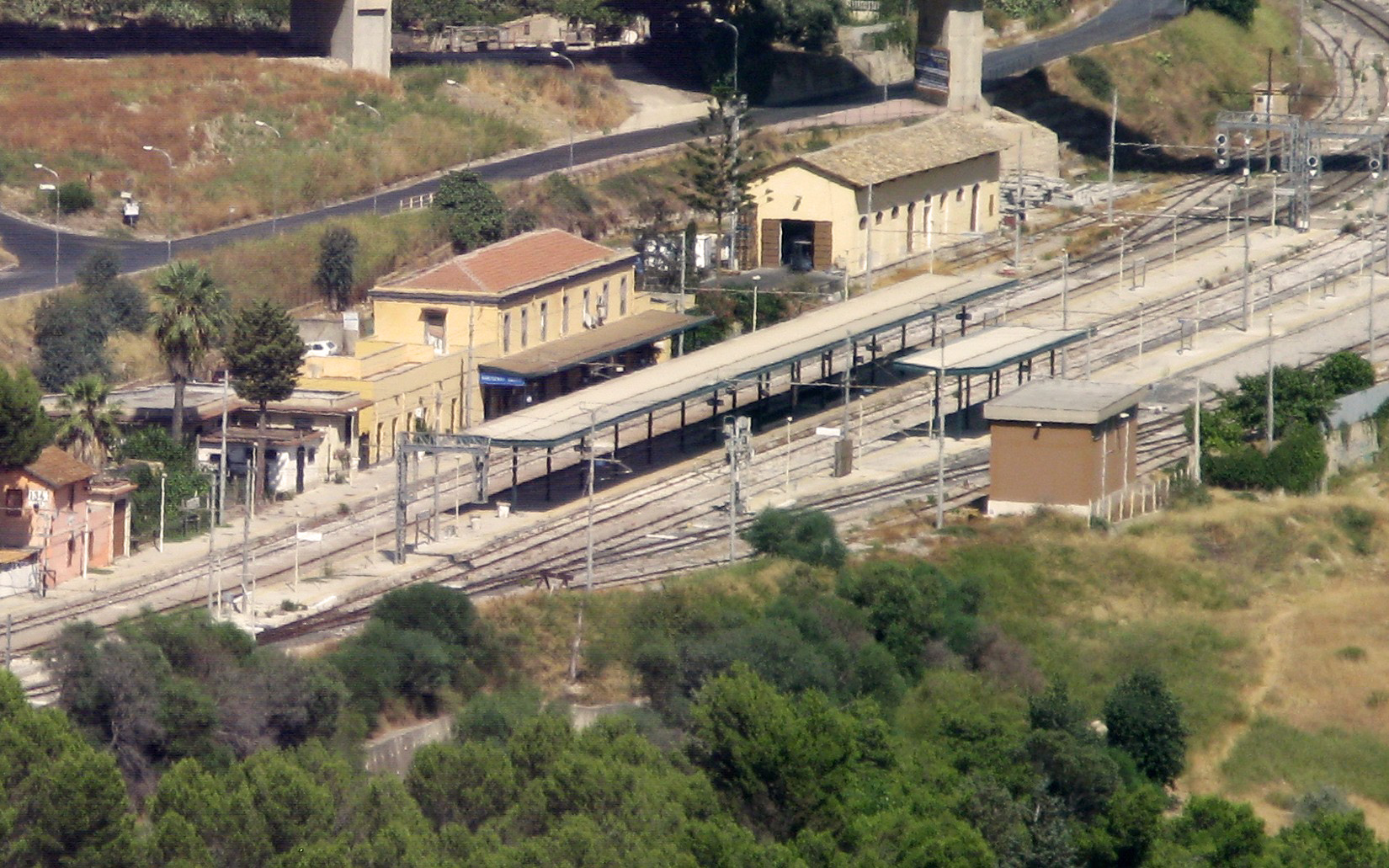
Stazione di Agrigento Bassa
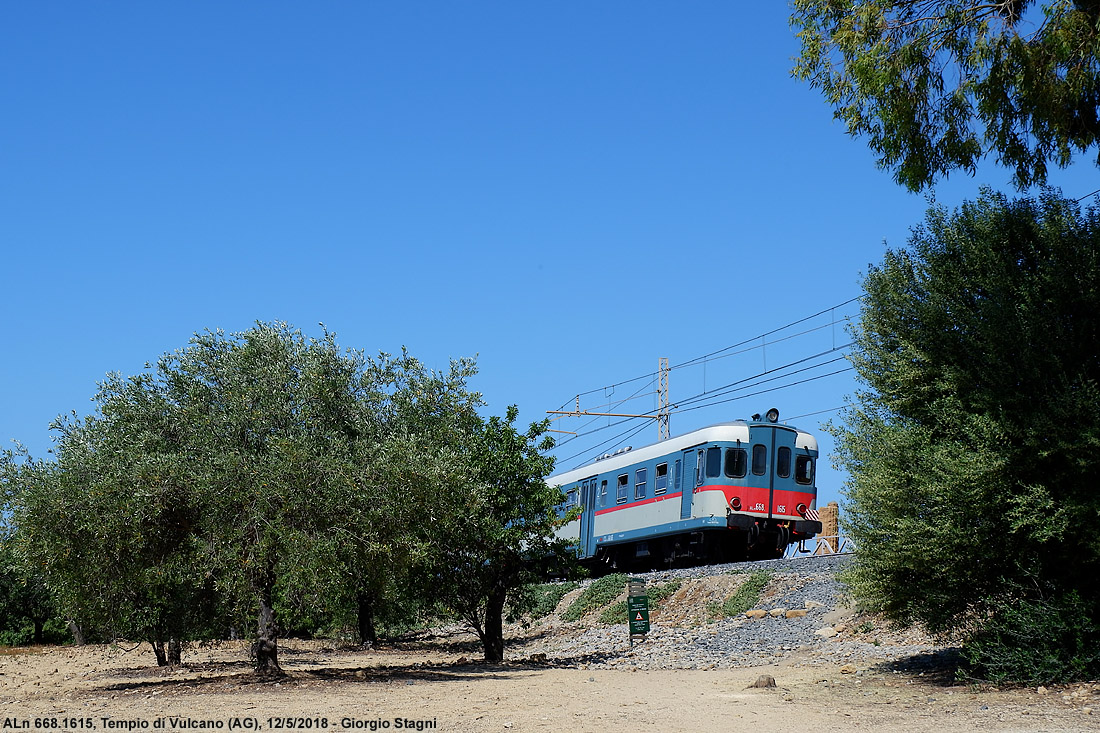
Coppia di automotrici ALn 668 ferma al Tempio di Vulcano
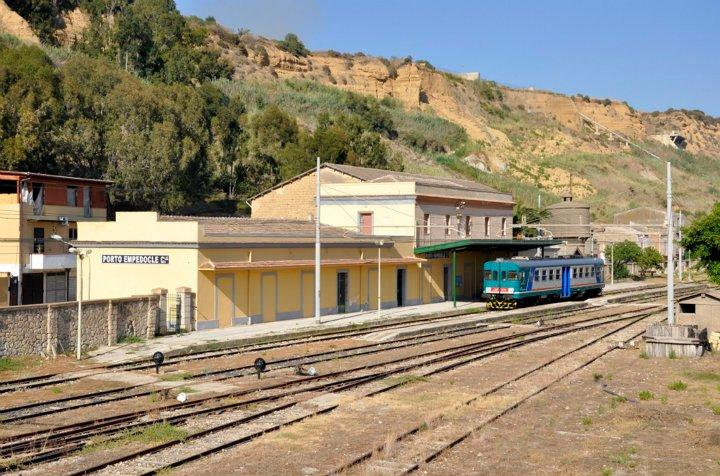
Coppia di automotrici ALn 668 ferma al Stazione di Porto Empedocle Centrale